# Јонтапеде (Кампобасо)
Јонтапеде је насеље у Италији у округу Кампобасо, региону Молизе.
Према процени из 2011. у насељу је живело 682 становника. Насеље се налази на надморској висини од 739 м.